# Walter Buckmaster
Walter Selby Buckmaster (Wimbledon, 16 ottobre 1872 – Warwick, 30 ottobre 1942) è stato un giocatore di polo inglese.
Figlio di Thomas Walter Buckmaster, Walter studiò alla Repton School e al Trinity College dell'Università di Cambridge. Giocò a calcio sia a Repton che a Cambridge ma in quest'ultima fu anche membro della squadra di polo. A Cambridge, Buckmaster diede inizio alla sua carriera in borsa, diventando con il suo vecchio amico reptoniano Charles Armytage-Moore socio della Buckmaster & Moore.
Partecipò al torneo di polo della II Olimpiade di Parigi del 1900. La sua squadra, l'anglo-statunitense BLO Polo Club Rugby, vinse la medaglia d'argento. Due anni dopo, vinse anche l'International Polo Cup che si disputò a Hurlingham.
Buckmaster prese parte anche al torneo di polo della IV Olimpiade di Londra del 1908. La sua squadra, la britannica Hurlingham Club, vinse la medaglia d'argento dopo aver perso un'unica partita.

## Palmarès
| Anno | Manifestazione  | Sede   | Evento | Risultato |
| ---- | --------------- | ------ | ------ | --------- |
| 1900 | Giochi olimpici | Parigi | Polo   | Argento   |
| 1908 | Giochi olimpici | Londra | Polo   | Argento   |